# Курино (Росія)
Ку́ріно (рос. Курино) — село у складі Котельницького району Кіровської області, Росія. Входить до складу Макар'євського сільського поселення.
Населення становить 111 осіб (2010, 260 у 2002).
Національний склад станом на 2002 рік — росіяни 98 %.